# Ekaterina Antropova
Ekaterina Antropova (ryska: Екатерина Антропова), född 19 mars 2003 i Akureyri, Island, är en volleybollspelare (högerspiker). 
Antropova föddes i Akureyri av ryska föräldrar. Hennes far Mikhail, spelade basket med UMF Tindastóll. Även hennes mor Olga har idrottsbakgrund, men i hennes fall var sporten handboll. Då Mikhail skrev kontrakt med BK Spartak Sankt Petersburg flyttade familjen  när hon var några månader gammal till Sankt Petersburg, Ryssland, där hon växte upp. Först höll hon på med gymnastik för att senare gå över till volleyboll. Hon blev uttagen till det ryska flicklandslaget inför U16-EM 2017, men spelade inte med laget.
Hon flyttade 15 år gammal, tillsammans med sin mor, till Italien för spel med Volley Academy Sassuolo. Hon spelade med dem till 2021 (först i serie C och senare med seniorlaget i serie A2), då hon gick över till Pallavolo Scandicci Savino Del Bene Med dem vann hon både CEV Challenge Cup 2021–2022 och CEV Cup 2022–2023. I bägge fallen utsågs hon till mest värdefulla spelare.
Antropovas nationalitet i idrottssammanhang var föremål för en lång process. CEV hade registrerat henne som ryss i samband med att hon blev uttagen till (men inte spelade med) flicklandslaget. Hon behövde därför registrera sig som ryss vid spel både i det italienska seriespelet och i de europeiska cuperna. Samtidigt ville hon själv spela med Italien. En process som började 2022 avgjordes sommaren 2023 av Idrottens skiljedomstol som beslutade att Antropova kunde räknas som italienska och spela för Italien. Kort därefter fick hon italienskt medborgarskap. Hon spelade med Italiens landslag vid EM 2023.